# 캄보디아 증권거래소
캄보디아 증권거래소(크메르어: ក្រុមហ៊ុន ផ្សារមូលបត្រកម្ពុជា, 영어: Cambodia Securities Exchange, CSX)는 캄보디아 프놈펜에 소재한 증권거래소이다. 2011년 7월 11일에 첫 개장하였다.

## 같이 보기
- 캄보디아의 경제